# Perisphaeria hancocki
Perisphaeria hancocki är en kackerlacksart som först beskrevs av Heinrich Hugo Karny 1908.  Perisphaeria hancocki ingår i släktet Perisphaeria och familjen jättekackerlackor. Inga underarter finns listade i Catalogue of Life.